# Yūto Nagasaka
Yūto Nagasaka (japanisch 永坂 勇人 Nagasaka Yūto; * 22. Mai 1994 in Sapporo) ist ein japanischer Fußballspieler.

## Karriere
Nagasaka erlernte das Fußballspielen in der Jugendmannschaft von Consadole Sapporo (heute: Hokkaido Consadole Sapporo). Seinen ersten Vertrag unterschrieb er 2013 dort. Der Verein spielte in der zweithöchsten Liga des Landes, der J2 League. Im Juli 2013 wurde er nach Thailand an den Khon Kaen FC ausgeliehen. 2014 und 2015 spielte er leihweise für die J.League U-22 Selection. 2016 kehrte er zurück und wurde mit Hokkaido Meister der zweiten Liga und stieg in die J1 League auf. Im Juli 2017 wurde er an den Zweitligisten Mito HollyHock ausgeliehen. 2019 nahm ihn dann Fünftligist Hokkaido Tokachi Sky Earth unter Vertrag und er gewann dort am Ende der Spielzeit die Hokkaido Soccer League.

## Erfolge
Hokkaido Tokachi Sky Earth
- Hokkaido Soccer League: 2019